# Pogonophora (zoologia)
Pogonophora è un taxon parafiletico di anellidi appartenente alla famiglia Siboglinidae, include specie appartenente ai cladi Frenulata e Monilifera. Sono animali vermiformi che si trovano nei substrati marini.

## Morfologia
I pogonofori hanno un corpo sottile e allungato, suddiviso in lobo cefalico, tronco in cui sono presenti cavità celomatiche, e porzione terminale. Presentano un cordone nervoso ventrale, due vasi principali, uno dorsale e uno ventrale, un celoma e i sacchi spermatici.
Solitamente il lobo cefalico porta dei tentacoli, in numero variabile a seconda delle specie.

## Alimentazione
I pogonofori, così come le altre specie di Siboglinidae, hanno un modo molto particolare per nutrirsi, in quanto sono sprovvisti completamente di apparato digerente. Al suo posto, nel tronco si trova una struttura cava chiusa, chiamata trofosoma, che può essere considerata una trasformazione di intestino primitivo. Nelle cellule dell'epitelio del trofosoma sono contenuti numerosissimi batteri, racchiusi in cellule chiamate batteriociti, che in simbiosi contribuiscono alla nutrizione dell'animale. L'animale fornisce ai batteri l'ossigeno necessario all'ossidazione, e i batteri forniscono i composti organici. Certe specie legate a sorgenti idrotermali sottomarine conosciute come fumarole nere, come la Riftia pachyptila possono metabolizzare anche l'acido solfidrico, estremamente tossico per quasi tutti gli altri animali, grazie alla simbiosi mutualistica con batteri chemiosintetici.

## Tassonomia
Questi animali furono considerati da vari studiosi come un phylum a sé per poi essere riclassificati come parte della famiglia di anellidi Siboglinidae insieme a Vestimentifera e Osedax.